# Тосе Трайчев
Христо (Тосе, Тасе) Трайчев Сарафов Андов, известен като Балвански, е български революционер, четник, деец на Вътрешната македоно-одринска революционна организация.

## Биография
Тосе Трайчев е роден в щипското село Горни Балван, тогава в Османската империя, днес в Северна Македония. Влиза във ВМОРО, близък е на Гоце Делчев. Арестуван е от властите и лежи 3 години в затвора.
През Първата световна война служи в охрана тила на 1-ва армия. За примерна и усърдна служба в тила на армията е награден с бронзов медал „За заслуга“.
След войната е нелегален деец на ВМРО. Действа в четата на Иван Бърльо в продължение на 2 години. Сражава се при село Арбасанци, Щипско, село Спанчево, Кочанско, село Судик, Щипско. Заловен от властите и получава смъртна присъда. Лежи 10 месеца в затвора в Свети Никола, откъдето с 8 души успяват да избягат.
На 26 март 1943 година, като жител на Горни Балван, подава молба за българска народна пенсия, която е одобрена и пенсията е отпусната от Министерския съвет на Царство България.